# San Vicente Yogodoy
San Vicente Yogodoy är en ort i Mexiko.   Den ligger i kommunen San Agustín Loxicha och delstaten Oaxaca, i den sydöstra delen av landet, 500 km sydost om huvudstaden Mexico City. San Vicente Yogodoy ligger 1 463 meter över havet och antalet invånare är 592.
Terrängen runt San Vicente Yogodoy är kuperad västerut, men österut är den bergig. Terrängen runt San Vicente Yogodoy sluttar västerut. Runt San Vicente Yogodoy är det ganska glesbefolkat, med 38 invånare per kvadratkilometer. Närmaste större samhälle är San Agustín Loxicha, 5,8 km söder om San Vicente Yogodoy. I omgivningarna runt San Vicente Yogodoy växer i huvudsak städsegrön lövskog.